# Hinnavaru
Hinnavaru (malediw. ހިންނަވަރު) – wyspa na Malediwach; na atolu Lhaviyani; według danych szacunkowych na rok 2014 liczyła 2449 mieszkańców. Ośrodek turystyczny.